# Méligny-le-Grand
Méligny-le-Grand è un comune francese di 89 abitanti situato nel dipartimento della Mosa nella regione del Grand Est.

## Storia

### Simboli
Oro, rosso e argento sono i colori tradizionali della regione della Lorena. La chantepleure (o bouge, e nell'araldica inglese waterbourgets) è la rappresentazione stilizzata due recipienti di cuoio utilizzati in epoca medioevale per il trasporto dell'acqua; la sua forma ricorda la lettera M, iniziale di Méligny-le-Grand e rappresenta anche la sorgente di Saint-Gengoult. Le due crocette pomate derivano dal blasone dei signori di Commercy poiché un tempo il comune dipendeva da questo principato.
Il leone illeopardito e i rami di olivo che ornano lo scudo sono ripresi dallo stemma della famiglia d'Olivier de Hadonviller che elevò Méligny-le-Grand a baronia (d'argento, all'olivo, con il tronco di nero e le foglie di verde; al capo d'azzurro, caricato di un leone illeopardito d'oro).

## Società

### Evoluzione demografica
Abitanti censiti